# تاریخ دموکراسی
تاریخ دموکراسی (به انگلیسی: History of democracy) به سیر تحول مفهومی و نهادی دموکراسی از دوران باستان تا قرن بیست‌و‌یکم می‌پردازد. این تاریخ شامل اشکال مختلفی از حکومت مردمی است؛ از دموکراسی مستقیم در آتن باستان گرفته تا دموکراسی‌های نمایندگی مدرن. 
دموکراسی نظامی سیاسی یا سازوکاری برای تصمیم‌گیری درون یک نهاد، سازمان یا دولت است که در آن اعضا سهمی از قدرت دارند. دموکراسی‌های مدرن با دو ویژگی مهم شهروندان خود شناخته می‌شوند که آن‌ها را به‌طور بنیادین از اشکال پیشین حکومت متمایز می‌کند: نخست، توانایی مداخله در امور جامعه؛ و دوم، مسئول دانستن حاکمان (مانند نمایندگان منتخب) در برابر قوانین بین‌المللی و نهادهای هم‌تراز. دموکراسی اغلب در تقابل با نظام‌های الیگارشی (حکومت اقلیت) و سلطنتی (حکومت فردی پادشاه) قرار می‌گیرد.
دموکراسی معمولاً با تلاش‌های یونانیان باستان گره خورده است؛ مردمانی که روشنگران سدهٔ هجدهم مانند منتسکیو آنان را بنیان‌گذاران تمدن غربی می‌دانستند. این اندیشمندان کوشیدند تا آزمایش‌های اولیه دموکراسی در یونان را به الگویی تازه برای نظم سیاسی پس از سلطنت تبدیل کنند. اینکه احیاگران دموکراسی در سدهٔ هجدهم تا چه اندازه در تبدیل آرمان‌های دموکراتیک یونان به نهاد غالب سه قرن بعدی موفق بودند، کمتر مورد تردید است حتی اگر توجیهات اخلاقی‌ای که به‌کار می‌بردند، محل بحث باشد. با این حال، این گسست تاریخی و احیای ایده‌ها و نهادهای دموکراتیک، مسیر تاریخ را به‌طور اساسی دگرگون کرد و پس از فروپاشی واپسین بقایای امپراتوری بریتانیا در پی پایان جنگ جهانی دوم، در صحنه بین‌المللی به جایگاه مسلطی رسید.
دموکراسی‌های نمایندگی‌محور امروزی می‌کوشند تا شکاف میان دیدگاه ژان-ژاک روسو از وضعیت طبیعی انسان و تصور توماس هابز از جامعهٔ ناگزیر اقتدارگرا را از طریق مفهوم قرارداد اجتماعی پر کنند، قراردادی که در آن حقوق شهروندان تثبیت می‌شود، قدرت دولت محدود می‌گردد، و مردم از راه حق رأی صاحب اختیار و نمایندگی می‌شوند.

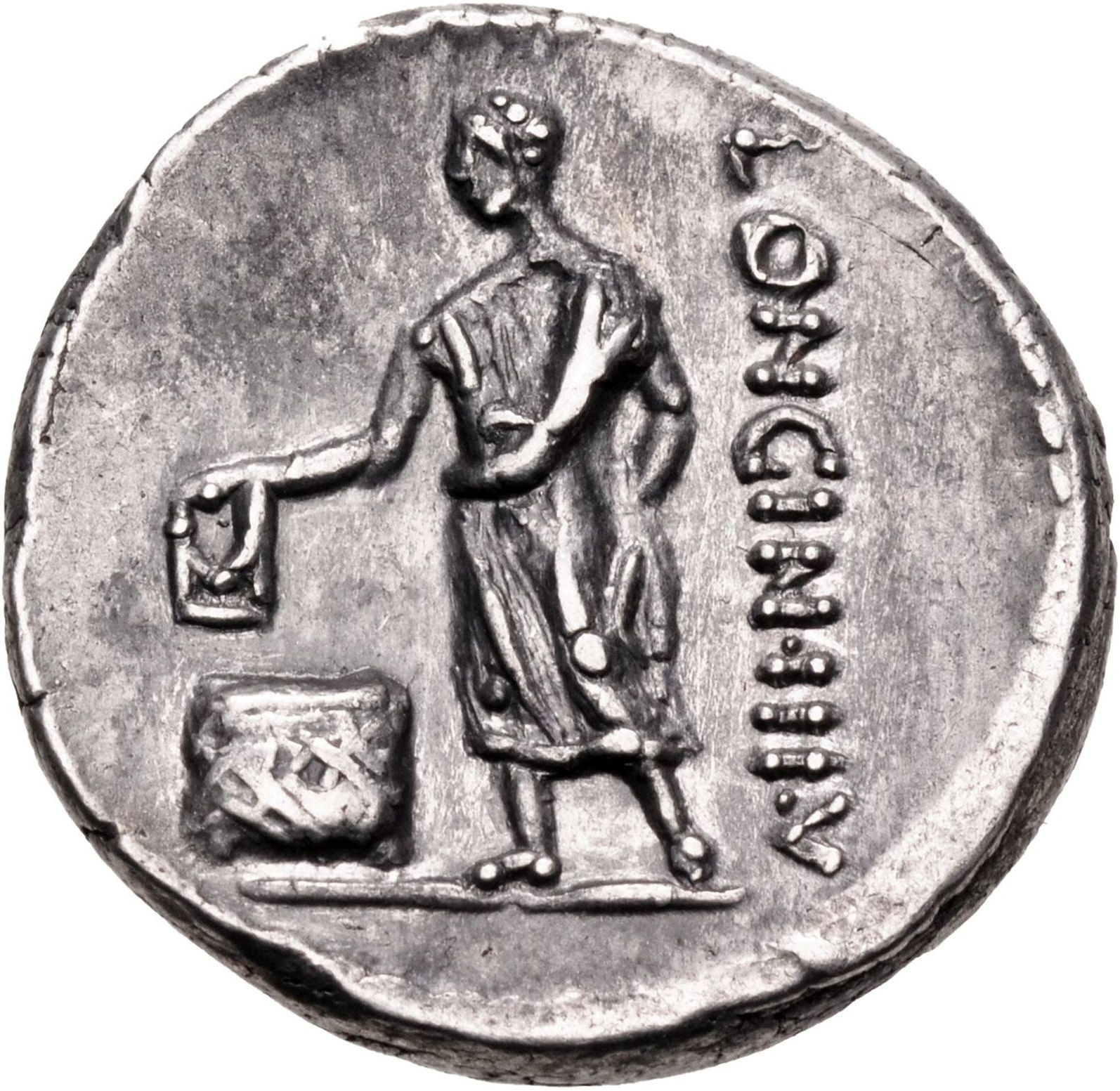
پشت یک سکه دناریوس که توسط لوسیوس کاسیوس لونگینوس در سال ۶۳ قبل از میلاد ضرب شده است که یک شهروند رومی را در حال انداختن رای به داخل کوزه نشان می دهد.

## دوران باستان

### خاستگاه‌های پیشاتاریخی
برخی انسان‌شناسان شکل‌هایی از پیش‌دموکراسی را در جوامع شکارچی-گردآورندهٔ اولیه شناسایی کرده‌اند که قبل از شکل‌گیری جوامع کشاورزی و ساکن وجود داشته‌اند. این جوامع که معمولاً از ۵۰ تا ۱۰۰ نفر تشکیل می‌شدند، تصمیم‌گیری را به‌صورت اجماع یا رأی‌گیری انجام می‌دادند و اغلب رهبری مشخصی نداشتند.
این نوع دموکراسی‌ها به‌طور معمول به عنوان «دموکراسی ابتدایی» یا «قبیله‌ای» شناخته می‌شوند و در جوامع کوچک یا روستاها شکل می‌گرفتند که در آن تصمیم‌گیری‌ها در جلسات چهره‌به‌چهره با حضور بزرگان یا شوراهای محلی صورت می‌گرفت.

### شکل‌های ابتدایی حکومت‌های دموکراتیک

#### میان‌رودان (بین‌النهرین)
تورکیل یاکوبسن با استفاده از افسانه‌ها و متون سومری نظریه‌ای مبنی بر وجود «دموکراسی ابتدایی» در سومر ارائه کرد که در آن تصمیم‌گیری‌های مهم توسط شوراهایی از مردان آزاد انجام می‌شد، نه پادشاهان.

#### فنیقیه
در شهر بیبلوس فنیقیه، برخی تصمیم‌گیری‌های مهم از طریق شورایی به نام «موئدوت» انجام می‌شد، که نشانگر مشارکت مردمی در حکومت است، هرچند اطلاعات دقیقی از ترکیب یا اختیارات این شورا در دست نیست.

#### ایران باستان
در ایران باستان، اشکال اولیه‌ای از دموکراسی در میان مادها، هخامنشیان و اشکانیان دیده می‌شود. زرتشت در گاهان بر انتخاب آزادانه و مسئولیت مدنی تأکید می‌کرد. در شاهنشاهی اشکانی، مجلس دوگانه «مهستان» در تصمیمات مهم نقش داشت.

#### هند باستان
در شبه‌قاره هند، جمهوری‌هایی چون «گاناسنگا» و «سانگا» از قرن ششم پیش از میلاد وجود داشتند. این جمهوری‌ها شامل مجامعی بودند که در آن‌ها سران خانواده‌ها یا حتی تمامی مردان آزاد در تصمیم‌گیری‌های سیاسی مشارکت داشتند.

#### اسپارت
اسپارت به‌رغم ساختار الیگارشیک، ویژگی‌هایی دموکراتیک داشت، مانند شوراها، انتخابات و نهادهای نظارتی. دو شاه هم‌زمان، شورای بزرگان (گروزیه)، افورهای ناظر و مجمع مردمی از اجزای اصلی حکومت بودند.

#### آتن
آتن به‌عنوان زادگاه دموکراسی شناخته می‌شود. اصلاحات سولون در قرن ششم پیش از میلاد، پایه‌های دموکراسی را گذاشت. کلیستن با ایجاد قبیله‌های جدید و اصل برابری حقوقی، نظام را گسترش داد. در دوران پریکلس، دموکراسی آتنی به اوج خود رسید.

## قرون وسطی
در قرون وسطی، شکل‌هایی از حکومت مشورتی مانند شوراهای محلی، نظام‌های قبیله‌ای و اجتماعات شهری در نقاطی از اروپا، آسیا و آفریقا پدید آمدند. هرچند این ساختارها دموکراسی کامل نبودند، اما مشارکت نسبی مردم در امور حکومتی را ممکن ساختند.

## عصر روشنگری و انقلاب‌ها
در سده‌های ۱۷ و ۱۸، با تأثیر اندیشه‌های عصر روشنگری، مفاهیمی چون آزادی فردی و حاکمیت مردم مطرح شدند. انقلاب آمریکا (۱۷۷۶) و انقلاب فرانسه (۱۷۸۹) از مهم‌ترین نقاط عطف در تاریخ دموکراسی مدرن به شمار می‌آیند.

## قرن نوزدهم و توسعه حق رأی
در قرن نوزدهم، بسیاری از کشورهای غربی به‌تدریج حق رأی را از اقلیت‌های نخبه به تمام مردان، و سپس زنان گسترش دادند. نیوزیلند نخستین کشور جهان بود که در سال ۱۸۹۳ به زنان حق رأی داد.

## قرن بیستم و جهانی‌شدن دموکراسی
پس از جنگ جهانی اول و دوم، دموکراسی در بسیاری از کشورهای اروپا، آسیا و آفریقا گسترش یافت. در دوران جنگ سرد، دموکراسی‌های غربی با نظام‌های کمونیستی رقابت داشتند. موج سوم دموکراتیزاسیون از دههٔ ۱۹۷۰ با دموکراسی در پرتغال، یونان و اسپانیا آغاز شد و به آمریکای لاتین، آسیای شرقی و آفریقا گسترش یافت.

## دموکراسی در قرن ۲۱

### مناطق مختلف
در خاورمیانه، حمله آمریکا به عراق در سال ۲۰۰۳ به تصویب قانون اساسی و انتخابات چندحزبی انجامید. بهار عربی در سال ۲۰۱۱ نیز موجب تحولات دموکراتیک در کشورهایی مانند تونس و مصر شد؛ گرچه در مصر پس از ۲۰۱۳ بار دیگر حکومت نظامی روی کار آمد.
در آفریقا، فرایند دموکراتیزاسیون از سال ۲۰۰۵ کند شده است، اما نمونه‌هایی مانند گامبیا در ۲۰۱۶ و تحولات سودان و الجزایر در ۲۰۱۹ امیدهایی ایجاد کرده‌اند.
در آسیا، کشورهایی مانند میانمار، بوتان و مالدیو اصلاحاتی در راستای دموکراسی انجام داده‌اند، گرچه برخی عقب‌گردها نیز مشاهده شده است؛ مانند تایلند و کامبوج.
در اروپا، اوکراین پس از انقلاب کرامت در ۲۰۱۴ شاهد انتقال مسالمت‌آمیز قدرت بود. در مقابل، در لهستان و مجارستان نهادهای دموکراتیک تضعیف شده‌اند.

### انتخابات ۲۰۲۴
در سال ۲۰۲۴، اکثر احزاب حاکم در کشورهای دموکراتیک با کاهش آراء مواجه شدند. این پدیده در کشورهایی مانند هند، بریتانیا، فرانسه و ژاپن مشاهده شد و برای نخستین‌بار از سال ۱۹۰۵ تا کنون، اکثریت احزاب حاکم در جهان در انتخابات شکست خوردند.

## روند کلی
با وجود افزایش تعداد کشورهایی با نظام دموکراتیک از ۲۰۰۶ تاکنون، دموکراسی‌های انتخاباتی ضعیف بیشتر شده‌اند که نشان از شکنندگی نهادهای دموکراتیک دارد. از ۲۰۱۰ به بعد، پدیدهٔ پسرفت دموکراتیک افزایش یافته و عواملی مانند نابرابری اقتصادی، قطبی‌سازی سیاسی، سوء مدیریت بحران‌ها، تبلیغات خارجی و افزایش قدرت اجرایی در این روند نقش داشته‌اند.

## نوآوری‌های معاصر
در پاسخ به بحران‌های دموکراسی نمایندگی، رویکردهایی چون دموکراسی مشورتی و مجمع شهروندان در برخی کشورها مانند کانادا، هلند و ایسلند اجرا شده‌اند. این نهادها از میان شهروندان به‌صورت تصادفی انتخاب می‌شوند تا درباره مسائل عمومی بحث و تصمیم‌گیری کنند.